# Samuel Charles Elworthy

Wappen von Baron Elworthy

Samuel Charles Elworthy, Baron Elworthy, KG, GCB, CBE, DSO, LVO, DFC, AFC (* 23. März 1911 in Timaru, Neuseeland; † 4. April 1993 in Christchurch, Neuseeland) war ein hochdekorierter Offizier der Royal Air Force (RAF).

## Werdegang in der Royal Air Force
Samuel Elworthy erhielt seine Ausbildung am Marlborough College und Trinity College (Cambridge),
Nach Beendigung seines Studiums erhielt er seine Zulassung zur Anwaltskammer Lincoln’s Inn. Im August 1933 trat er der Reserve der Air Force Officers als Pilot auf Probe bei. Im August 1934 wurde er in seinem Rang bestätigt.
Elworthy bekam eine Lizenz als Flugoffizier in der No. 600 Squadron RAF, die zur Royal Auxiliary Air Force gehörte, und flog ab Januar 1935 Hawker Harts. Im März 1936 wurde er endgültig offizielles Mitglied der Royal Air Force (RAF), im September zum Flugoffizier befördert und 1937 persönlicher Assistent von Air Chief Marshal Edgar Ludlow-Hewitt, Kommandeur des RAF Bomber Command. Am 3. September 1938 wurde er zum Flugoffizier der RAF ernannt und im Januar 1939 zum kommandieren Offizier der No. 108 Squadron RAF in Bassingbourn, wo er Bristol-Blenheim-Bomber flog.
Im Zweiten Weltkrieg diente Elworthy zunächst als Ausbilder, wurde am 1. März 1940 zeitweilig zum squadron leader ernannt, was im April 1942 als dauerthaft bestätigt wurde. Im August 1940 wurde er flight commander der 82. RAF Squadron und im Dezember 1940 ihr kommandierender Offizier. Er wurde im Januar 1941 mit dem Air Force Cross und März 1941 mit dem Distinguished Flying Cross ausgezeichnet. Am 22. April 1941 wurde er mit dem Distinguished Service Order ausgezeichnet, weil er trotz starken Beschusses ein feindliches Tankschiff in Brand setzen konnte.
Im Mai 1941 wechselte Elworthy in eine Stabsverwendung und wurde im Hauptquartier der RAF-Gruppe 2 verantwortlich für die Einsatzplanung. Er wurde zum Brevet-wing commander befördert und im September Mentioned in Despatches.1 Im Oktober 1941 wechselte er in eine entsprechende Verwendung im Stab des Bomber Commands. Im Mai 1942 erfolgte die Beförderung zum Brevet-group captain.
Im November 1942 wurde Elsworthy zum Wing Commander ernannt, und am 1. Januar 1943 erneut Mentioned in Despatches., Im April 1943 wurde er Standort-Kommandeur
von RAF Waddington und im Januar 1944 folgte eine neuerliche Erwähnung in den Despatches. Im April 1944 wurde er Vertreter des Bomber-Kommandos bei Marshal of the Royal Air Force Arthur Tedder, 1. Baron Tedder, der stellvertretender Oberkommandierender im Supreme Headquarters Allied Expeditionary Force war. In diesem Amt war er eng eingebunden in die Planung der Operationen, bei denen die Eisenbahnstrecken der Deutschen zerschnitten werden sollten. Im August 1944 wurde er zum Senior Air Staff Officer der RAF Gruppe Nr. 5 ernannte und hatte als solcher Anteil an der Versenkung des deutschen Schlachtschiffs Tirpitz im November 1944. Am 22. Februar 1945 wurde er zum Group captain befördert. Nach Kriegsende wurde Charles Elworthy zum Stab des Central Bombing Establishment (RAF Marham) versetzt.
Elworthy wurde am 1. Januar 1946 zum Commander of the Order of the British Empire erhoben. Im März 1947 wurde er zum Senior Air Staff Officer bei der Nr. 2 Indian Group ernannt. und der erste Kommandeur der Royal Pakistan Air Force Station, Drigh Road (nun PAF Base Faisal) am 1. November 1947. Er besuchte das Combined Staff College von Mai 1949 an und wurde am 1. Juli 1949 zum Group Captain befördert. Danach war er stellvertretender Personaldirektor im Air Ministry von Dezember 1949 an und Station Commander von RAF Tangmere ab Dezember 1951 bzw. von RAF Odiham ab März 1953. Am 16. Juli 1953 wurde er zum Lieutenant des Royal Victorian Order berufen. Er wurde der Kommandeur des Metropolitan Sector im Dezember 1953. Er wurde am 1. Januar 1956 zum Air Commodore befördert und begann im gleichen Jahr, am Royal College of Defence Studies zu studieren. Im Januar 1957 wurde Elworthy Leiter des RAF Staff College in Bracknell.
1957 stieg er in den Rang eines Air Vice-Marshal auf. Elworthy wurde der stellvertretender Chef des Luftwaffenstabes (Deputy Chief of the Air Staff) im Range eines Air Marshal am 15. November 1959. In den New Years Honours 1960 wurde er als Companion of the Order of the Bath benannt und am 1. Juli 1960 zum Air Marshal befördert. Er wurde Commander-in-Chief der British Forces Arabian Peninsular im August 1960. In den New Year Honours 1961 wurde er zum Knight Commander of the Order of the Bath erhoben. Im März 1961 wurde er zum Oberkommandeur des neuformierten Oberkommandos Mittler Osten in Aden ernannt. Er wurde zum Knight Grand Cross of the Order of the Bath in den New Year Honours von 1962 erhoben.
Elworthy wurde Chief of the Air Staff am 1. September 1963. In dieser Stellung arbeitete er eng zusammen mit dem Verteidigungsminister Denis Healey bei der Umsetzung der Absage des BAC TSR.2 Überschallaufklärers und -bombers und des Armstrong Whitworth AW.681 Transporterprogrammes. Elworthy wurde zum Marshal of the Royal Air Force am 1. April 1967 befördert und wurde Chief of the Defence Staff am 4. August 1967. In dieser Funktion war er verantwortlich für die Evakuierung von Aden im November 1967 und den Beginn der Unruhen in Nordirland. Elworthy ging im April 1971 in Ruhestand.

## Tätigkeiten außerhalb des Militärs
Elworthy wurde am 9. Mai 1972 zum Life Peer mit dem Titel Baron Elworthy, of Timaru in Neuseeland and of Elworthy in the County of Somerset erhoben. Er wurde zum Constable and Governor of Windsor Castle am 13. April 1971 ernannt und wurde 1973 Lord Lieutenant von Greater London. Er war auch der Vorsitzende der Royal Commission for the Exhibition of 1851, des King Edward VII's Hospital for Officers und der Royal Over-Seas League so wie Governor of Bradfield College, Wellington College and Marlborough College.
Elworthy wurde zum Knight of the Garter am 23. April 1977 erhoben. Er trat 1978 von seinen verschiedenen Ämtern zurück und kehrte in seine Heimat Neuseeland zurück. Er starb in Christchurch in Neuseeland am 4. April 1993.

## Familie
Charles Elworthy heiratete 1936 Audrey Hutchinson. Das Ehepaar hatte drei Söhne und eine Tochter. Einer seiner Söhne ist der Air Commodore Timothy Elworthy KCVO CBE, der früher Director of Royal Travel für Königin Elizabeth II war.